# L-Boot
Das L-Boot ist ein offenes Drei-Mann-Kielboot, konstruiert für den Regattasport sowie als „Nachmittagsboot“. Optisch ist es ein typisches Kind seiner Zeit. Seine Linien, der lang gestreckte Rumpf mit dem niedrigen Freibord, darüber ein hohes Rigg, drücken aus, was man damals und auch heute noch als eine elegante Yacht bezeichnet.
Die Bootsklasse hatte ihre Blütezeit nach dem Ersten Weltkrieg auf den deutschen Binnenseen, aber auch auf den Alpenseen Österreichs und der Schweiz. Ab den 1930er-Jahren verlor sie ihre Bedeutung für den Regattasport, der sich zunehmend auf internationale und olympische Bootsklassen stützte. 
Heute feiern die Rennyachten wie viele andere klassische Yachten eine Renaissance.

## Geschichte

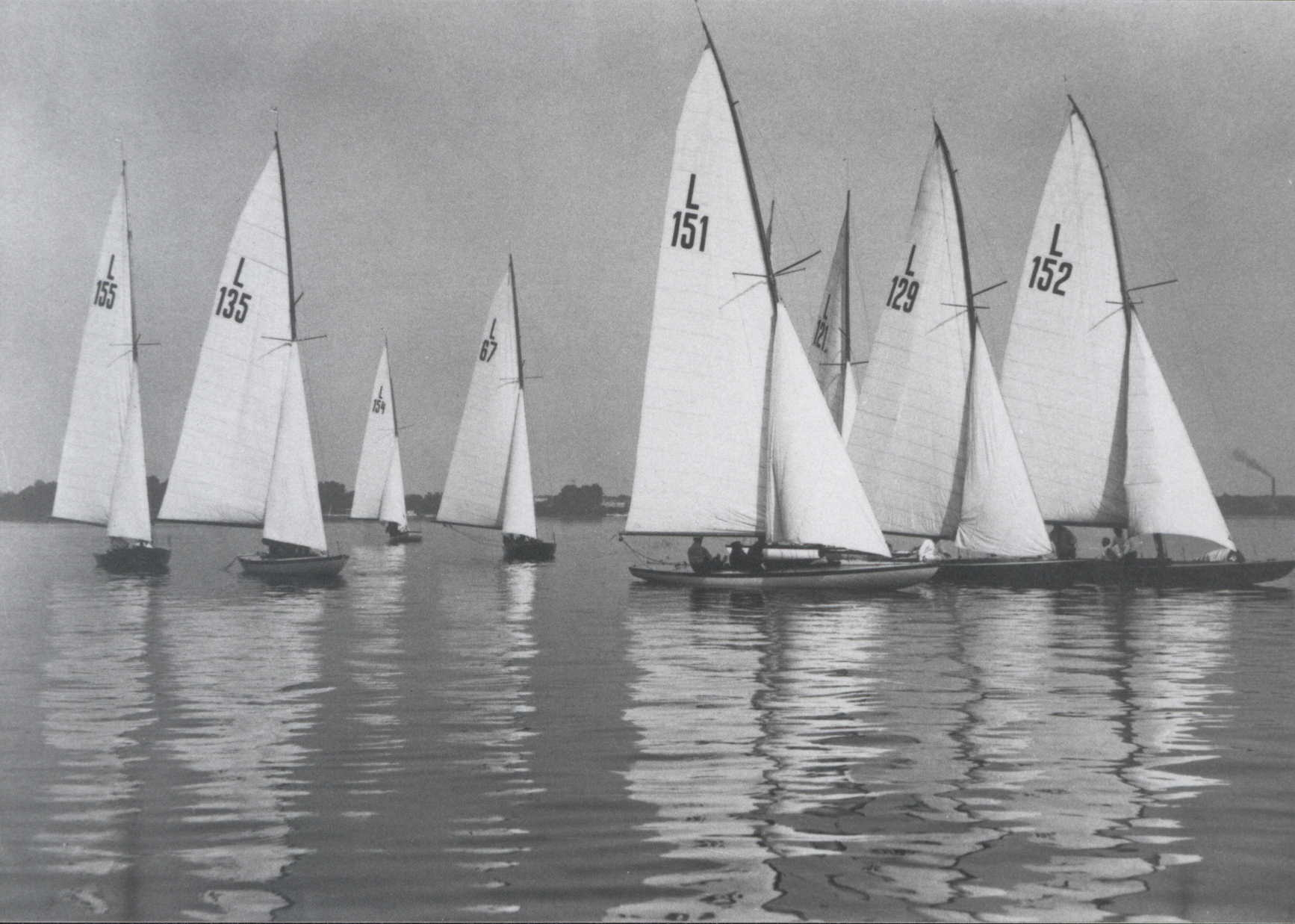
L-Boote in der Flaute

Auslöser für die Entwicklung der 30-m²-Rennklasse war der große Erfolg, den die im Jahre 1899 gegründete Sonderklasse auf den Regattabahnen des beginnenden 20. Jahrhunderts hatte. Während die Sonderklasse den Herrenseglern vorbehalten war und aufgrund ihrer Größe (über 10 m lang, mehr als 50 m² Segelfläche, vier Mann Besatzung) gewisse Kosten und Aufwände bereitete, suchten die im Deutschen Segler-Verband (D.S.Vb.) organisierten Berliner Segler nach einem kleineren Boot, das breitere Schichten an den Regattasport heranführen sollte. Das neue Boot sollte als Regattaboot tauglich sein, aber auch als „Nachmittagsboot“ zum gemütlichen Segeln allein oder zu zweit dienen. Die Baukosten wurden begrenzt. Gewisse konstruktive Vorgaben (zum Beispiel Mindestgewicht, maximale Segelfläche und Tiefgang, Plankenstärke usw.) sollten sicherstellen, dass die Boote solide und schnell waren und qualitativen Mindestanforderungen entsprachen.
Die neue Bootsklasse wurde als „30qm-Boot“ vom Deutschen Seglertag des D.S.Vb. im November 1913 angenommen. Die ersten Boote wurden umgehend geordert und im Frühjahr 1914 begannen in Berlin und in Hamburg die ersten Regatten. 
Der Erste Weltkrieg brachte zwangsläufig auch den Regattasport zum Erliegen. Erst nach dem Krieg wurden verstärkt Neubauten aufgelegt. In den 1920er-Jahren hatten die Boote ihre Blütezeit. Speziell in den Berliner Gewässern waren Regatten mit Feldern um die 20 Boote keine Seltenheit. In diese Zeit fiel auch die Umstellung vom ursprünglichen Gaffelrigg auf die Hochtakelung. 1922 bekamen die Boote offiziell mit der Einführung der Klassen-Unterscheidungszeichen den Buchstaben „L“ zugewiesen. 1924 flaute das Interesse der Hamburger Segler ab, die sich der neuen Klasse der 30qm-Kreuzer (30-m²-Schärenkreuzer) zuwandten. In Berlin blieb das Interesse ungebrochen. Zudem wuchs die Flotte am Bodensee weiter an. In den 1930er-Jahren wurden andere Bootsklassen bedeutsamer. Viele L-Boote wurden aus dem Register gestrichen oder von Seglern übernommen, die anderen Verbänden als dem D.S.Vb angehörten. Nach dem Zweiten Weltkrieg gab es noch einmal mehrere Neubauten – zuletzt die L-204 im Jahre 1961 für Schweizer Rechnung.

## Klassenvereinigung
1996 wurde von einigen Eignern die Klasse durch die Gründung der Klassenvereinigung wieder belebt. Die offizielle Bezeichnung der Klasse lautet nun 30 m²-Binnenkielklasse.

## Reviere
Heute findet man die eleganten Rennyachten auf verschiedenen Revieren in Süddeutschland. Die größte Flotte ist auf dem Bodensee beheimatet, gefolgt vom Schweizerischen Thunersee. Aber auch auf dem Ammersee, dem Wannsee und dem Millstätter See in Österreich wie auch auf kleineren Gewässern wie dem Baldeneysee oder dem Rursee und sogar auf dem Rhein ist diese Klasse vertreten.

## Regatta und Wettfahrten

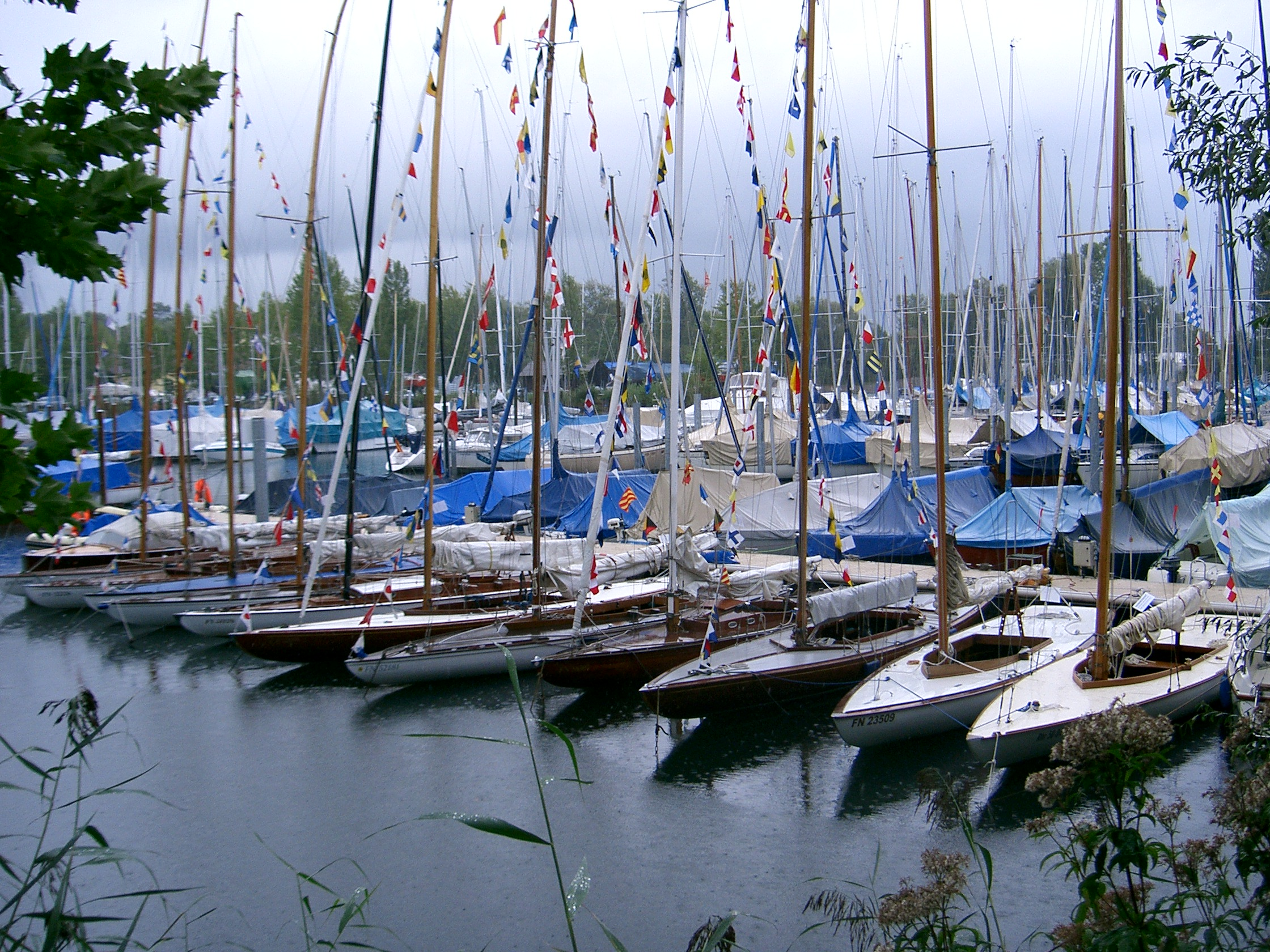
Regatta zur 90-Jahr-Feier der Bootsklasse

Die 30er-Binnenkieler werden noch immer aktiv auf Regatten gesegelt. Entweder finden sich ausreichend große Felder mit L-Booten oder die Boote segeln nach dem Yardsticksystem.
Speziell auf Oldtimer-Regatten sind die L-Boote gerne gesehen.

## Neue und gebrauchte Boote
Neubauten auf Basis der Bauvorschriften kann jeder Bootskonstrukteur bzw. Bootsbauer anfertigen. Teilweise ist es auch möglich, auf vorhandene Pläne anerkannt schneller L-Boote zurückzugreifen und sie als Replik anfertigen zu lassen. 
Eine Alternative ist die Restauration eines nicht mehr segelfähigen Bootes. So kam der Wiederaufbau der L-81 Carmen III im Jahre 2004 durch die Michelsen-Werft am Bodensee fast einem Neubau gleich. Die Carmen III wurde Gesamtsieger der Bodensee-Traditionswoche 2005. Der Wiederaufbau der L-154 Brigite II wurde 2006 und der der L-110 Gazelle VI, gebaut 1922 von der Steinlechnerwerft und konstruiert von Paul Francke, 2009 beendet. Diese Arbeiten führte ebenfalls die Michelsen-Werft in Friedrichshafen am Bodensee durch. 

## L95der Bootswerft Glas
Die Bootswerft Glas am Starnberger See baut seit 1995 Boote einer neu entwickelten Konstruktionsklasse. Moderne, aber nicht klassenkonforme Elemente wie das freistehende Ruder wurden über Wasser mit der traditionellen Optik kombiniert. Aufgrund dieser und weiterer Unterschiede wurde vereinbart, um Verwechslungen auszuschließen, die Boote mit dem Segelzeichen L95 zu kennzeichnen.